# میچی هیمنو
میچی هیمنو (انگلیسی: Michi Himeno؛ زادهٔ ۱۶ اوت ۱۹۵۶) پویانما، و تصویرگر اهل ژاپن است.